# Патологическая поражённость
Патологическая поражённость — медико-статистический показатель, определяющий совокупность болезней и патологических состояний, выявленных путём активных медицинских осмотров населения.

## Метод расчета
Статистически выражается как отношение числа заболеваний, имеющихся на данный момент, к средней численности населения, умноженное на 1000. В основном это хронические заболевания, но могут быть учтены и острые заболевания, имеющиеся на данный момент.

## Значение патологической пораженности как показателя
Показатель используется для изучения частоты патологии среди населения (или отдельных его групп), которая устанавливается при медицинских осмотрах, учитывающих не только заболевания, но и преморбидные формы, морфологические и функциональные отклонения, которые в дальнейшем могут обусловить болезнь, но к моменту обследования ещё не вынуждали их носителей обращаться за медицинской помощью.
Показатель используется также для оценки результатов медицинских осмотров населения. В этом случае он рассчитывается как отношение числа заболеваний, выявленных при медицинском осмотре, к числу осмотренных лиц, умноженное на 1000.